# Drapeau des Insulaires du détroit de Torrès
Le drapeau des Insulaires du détroit de Torrès représente les peuples autochtones des îles du détroit de Torrès, dans le nord de l'Australie. Il fut conçu par Bernard Namok en 1992. Il fut reconnu cette même année par la Commission des Aborigènes et des Insulaires du détroit de Torrès (ATSIC). En 1995, il fut reconnu officiellement comme étant un « drapeau de l’Australie » par le gouvernement australien, en même temps que le drapeau aborigène.
Les bandes vertes en haut et en bas du drapeau représentent la terre; la bande bleue au centre représente la mer du détroit. Les bandes noires entre le bleu et le vert représentent les peuples insulaires des îles de ce détroit. L'étoile blanche à cinq branches située au centre du drapeau représente les cinq groupes d'îles principaux, et le dhari (couvre-chef) blanc qui la surmonte et l'entoure représente également le peuple autochtone du détroit. L'étoile blanche est parfois interprétée en tant que représentation de coming of the light - venir de la lumière (christianisme).
Le drapeau est souvent hissé aux côtés du drapeau aborigène, pour représenter côte à côte les deux ensembles de peuples autochtones de l'Australie. Les peuples autochtones du détroit de Torrès sont distincts des Aborigènes d'Australie.